# Shusuke Tsubouchi
Shusuke Tsubouchi (Gunma, 5 mei 1983) is een Japans voetballer.

## Carrière
Shusuke Tsubouchi speelde tussen 2002 en 2012 voor Vissel Kobe, Consadole Sapporo, Oita Trinita en Omiya Ardija. Hij tekende in 2012 bij Albirex Niigata.